# Valorbiquet
Valorbiquet es una comuna nueva francesa situada en el departamento de Calvados, de la región de Normandía.

## Historia
Fue creada el 1 de enero de 2016, en aplicación de una resolución del prefecto de Calvados de 9 de diciembre de 2015 con la unión de las comunas de La Chapelle-Yvon, Saint-Cyr-du-Ronceray, Saint-Julien-de-Mailloc, Saint-Pierre-de-Mailloc y Tordouet, pasando a estar el ayuntamiento en la antigua comuna de Saint-Cyr-du-Ronceray.

## Demografía
| Gráfica de evolución demográfica de Valorbiquet entre 1800 y 2013 |
|                                                                   |

Los datos entre 1800 y 2013 son el resultado de sumar los parciales de las cinco comunas que forman la nueva comuna de Valorbiquet, cuyos datos se han cogido de 1800 a 1999, para las comunas de La Chapelle-Yvon, Saint-Cyr-du-Ronceray, Saint-Julien-de-Mailloc, Saint-Pierre-de-Mailloc y Tordouet de la página francesa EHESS/Cassini. Los demás datos se han cogido de la página del INSEE.

## Composición
| Comuna delegada         | Código INSEE | Población (2013) | Superficie (km²) | Densidad (hab./km²) |
| ----------------------- | ------------ | ---------------- | ---------------- | ------------------- |
| La Chapelle-Yvon        | 14154        | 535              | 7.01             | 76                  |
| Saint-Cyr-du-Ronceray   | 14570        | 647              | 4.03             | 161                 |
| Saint-Julien-de-Mailloc | 14599        | 506              | 6.18             | 82                  |
| Saint-Pierre-de-Mailloc | 14647        | 512              | 4.68             | 109                 |
| Tordouet                | 14693        | 272              | 6.76             | 40                  |